# Benito Juárez, Huejotzingo
Benito Juárez är en ort i Mexiko.   Den ligger i kommunen Huejotzingo och delstaten Puebla, i den sydöstra delen av landet, 80 km öster om huvudstaden Mexico City. Benito Juárez ligger 2 396 meter över havet och antalet invånare är 192.
Terrängen runt Benito Juárez är kuperad åt sydväst, men åt nordost är den platt. Runt Benito Juárez är det ganska tätbefolkat, med 96 invånare per kvadratkilometer. Närmaste större samhälle är San Martin Texmelucan de Labastida, 11,4 km norr om Benito Juárez. Trakten runt Benito Juárez består till största delen av jordbruksmark.